# Estudio de cohorte

Un estudio de cohorte es un tipo de investigación observacional y analítica (prospectiva o retrospectiva) en la que se hace una comparación de la frecuencia de aparición de un evento entre dos grupos, uno de los cuales está expuesto a un factor que no está presente en el otro grupo. Los individuos que componen los grupos de estudio se seleccionan en función de la presencia o ausencia de la exposición evaluada.
En los estudios de cohorte prospectivos circunscritos al ámbito de la epidemiología, los individuos seleccionados al inicio no tienen la enfermedad de interés y son seguidos durante un cierto periodo de tiempo para observar la frecuencia de la enfermedad en cada uno de los grupos. También se llama estudio de seguimiento, de proyección o de incidencia, y tienen por objetivo medir la asociación entre los factores de riesgo y la enfermedad a estudiar. En un estudio de cohorte retrospectivo los sujetos se estudian después de haberse producido la enfermedad, utilizando para ello bases de datos que tengan registrada información histórica de la enfermedad y de los factores de riesgo que hayan podido provocar dicha enfermedad. Los estudios de seguimiento clásicos son los estudios prospectivos, caracterizados por el hecho de que el planteamiento del estudio se produce con anterioridad al desarrollo de la enfermedad. Se trata de estudios muy costosos por requerir grandes recursos económicos y de tiempo, pero de gran solidez, ya que la posibilidad de que estén sesgados es menor que en otros tipos de estudios. A pesar de ello, hay que cuidar extremadamente los aspectos del diseño y evitar sesgos, especialmente el de clasificación y el de los trabajadores sanos.

## Pasos de un estudio de cohorte
1. Seleccionar una muestra de estudios sanos de población.
2. Medir variables de exposición en la muestra, si el factor de riesgo está ausente o presente.
3. Seguir a la cohorte.
4. Medir las variables de resultado, es decir, la presencia o ausencia de enfermedad.

## Ventajas de un estudio de cohorte
1. Estudiar factores de exposición extraños.
2. Visualizar los múltiples efectos que puede tener una exposición.
3. Observar simultáneamente los efectos de varias exposiciones (siempre y cuando esta posibilidad sea planteada desde el principio del estudio).
4. Posibilitar la muestra de la secuencia temporal entre exposición y desenlace.
5. Permitir la estimación de incidencia y riesgo relativo.
6. Establecer claramente la secuencia de sucesos de interés como es la exposición-enfermedad.
7. Evitar el sesgo de supervivencia.
8. Tener mejor control sobre la selección de sujetos.
9. Tener mayor control de las medidas.
10. Se caracteriza por tener movimiento.

## Inconvenientes de un estudio de cohorte
1. Requiere a menudo grandes tamaños muestrales.
2. No es eficiente en eventos raros o con largos períodos de latencia.
3. Su ejecución puede requerir mucho tiempo y dinero.
4. No es útil para enfermedades raras.
5. Son estudios caros por la cantidad de personas y el tiempo de seguimiento necesarios, así como por los esfuerzos que han de llevarse a cabo para que la calidad del seguimiento minimice las pérdidas entre las poblaciones que se siguen, manteniéndolas en un nivel aceptable.

Como alternativa, existe otro tipo de estudios de cohortes: las cohortes retrospectivas, en las cuales la investigación se plantea después de haberse producido la enfermedad, para lo cual tanto la presencia de exposición como la de desenlace deben provenir de registros históricos de alta fiabilidad en los que se hayan registrado con precisión la exposición y el desenlace, en el momento de producirse.

## Ejemplos de estudios de cohorte
- The Framingham Heart Study es uno de los estudios de cohorte más conocidos al estudiar los factores de riesgo cardiovascular.
- El United Kingdom Prospective Diabetes Study (UKPDS) es el estudio de cohorte sobre la evolución de la diabetes mellitus tipo 2.